# Vladimir Beljavskij
Vladimir Anatol'evič Beljavskij (in russo Владимир Анатольевич Белявский?; Myškavičy, 7 dicembre 1969) è un generale russo, eroe della Federazione Russa e comandante del 3º Corpo d'armata russo dal 2022.

## Biografia
Beljavskij è nato il 7 dicembre 1969 a Myškavičy, distretto di Kiraŭsk della regione di Mogilëv, nell'allora RSS Bielorussa.

### Carriera militare
Quindicenne, ha frequentato per due anni la 2ª Compagnia della Scuola militare Suvorov di Minsk per poi passare, nel 1986, alla Scuola militare superiore di commando carri armati di Charkiv. Diplomatosi nel 1990, è stato assegnato alle truppe costiere della Flotta del Mar Nero come comandante di un plotone corazzato del 127º Battaglione corazzato della 126ª Divisione di difesa costiera. Successivamente è stato assegnato alla 810ª Brigata fanteria di marina delle guardie, diventando comandante di un plotone di ricognizione subacquea e partecipando alla guerra in Abcasia tra il 1992 e il 1993. In seguito è stato trasferito al 888º Battaglione ricognizione, ricoprendo il ruolo di comandante di una compagnia ricognizione e dal 1996 vice comandante e capo di stato maggiore del battaglione.
Dopo essersi diplomato presso l'Accademia interforze delle Forze Armate russe nel 2001, è stato assegnato alla Flottiglia del Caspio, venendo nominato comandante del 1200º Battaglione ricognizione nella 77ª Brigata fanteria di marina delle guardie con il grado di tenente colonnello.
Beljavskij ha dimostrato grande capacità di comando durante la seconda guerra cecena. Nel corso di una missione di ricognizione nell'area del villaggio di Tazen-Kala nel distretto di Vedeno della Repubblica cecena nel febbraio 2005, un'unità di fanteria marina è stata bloccata in una gola montana finendo sotto il fuoco incrociato da tre postazioni nemiche. Il tenente colonnello Beljavskij ha guidato l'operazione di soccorso finendo però in una seconda imboscata. Sotto il suo comando, le truppe russe sono riuscite a respingere i soldati nemici ed a uscire dalla difficile situazione. Per le sue azioni in Cecenia, Beljavskij è stato insignito personalmente dal presidente russo Vladimir Putin del titolo massimo di Eroe della Federazione Russa l'8 agosto 2006.
Nel 2010, Beljavskij è stato trasferito nuovamente alla Flotta del Mar Nero come comandante della 810ª Brigata fanteria di marina. Sotto la sua guida, elementi della brigata hanno partecipato all'annessione della Crimea nel febbraio 2014, stabilendo posti di blocco presso gli accessi alla penisola a Čonhar e Armjansk. Il colonnello, con la sua unità, ha anche partecipato alla guerra del Donbass, scontrandosi contro le forze ucraine in direzione di Feodosia e Mariupol' nel 2014. A giugno dello stesso anno è entrato all'Accademia militare dello stato maggiore russo.
Finiti gli studi, nel 2016 è stato nominato comandante della 40ª Brigata fanteria di marina della Flotta del Pacifico, ricoprendo tale ruolo per un anno. Nel settembre 2017, il colonnello ha comandato il 212º Centro addestramento distrettuale delle guardie "Vienna-I.N. Russijanov" per le truppe corazzate per poi essere trasferito al 68º Corpo d'armata del Distretto militare orientale nel 2018 come primo vice comandante e capo di stato maggiore. Nel febbraio 2021, Beljavskij è stato promosso a maggior generale.

#### Invasione russa dell'Ucraina
Mentre parte del 68º Corpo è stato trasferito in Bielorussia per poi iniziare l'offensiva su Kiev, Beljavskij è rimasto in Russia a supervisionare delle esercitazioni militari come comandante ad interim. Con la costituzione del 3º Corpo d'armata nel 2022, il generale ne è stato nominato comandante. La formazione è stata costituita per poter rimpiazzare le perdite subite dalle truppe russe in combattimento in Ucraina sin dall'inizio dell'invasione del paese. Nell'agosto 2022, ha comandato la propria unità durante un'offensiva nella regione di Charkiv, con l'obiettivo di supportare le forze russe impegnate nel settore. Con l'avvio della controffensiva ucraina nel mese di settembre dello stesso anno, il corpo sotto il suo comando ha subito significative perdite nell'area di Kup''jans'k. A seguito di tali eventi, le truppe russe si sono immediatamente ritirate verso est al resto delle forze russe nell'area.
Da febbraio 2025, Beljavskij è stato nominato comandante ad interim della 36ª Armata combinata.